# Minerve
Minerve  dél-franciaországi település Hérault megyében, Languedoc-Roussillon régióban.
A 130 fő lakosú települést Franciaország 100 legszebb faluja közé sorolják.
Az állandó lakosság száma 122 fő volt 2008-ban.
A települést minden évben több mint 300 000 látogató keresi fel. A lakosok két fő jellemző gazdasági tevékenysége az idegenforgalom és a minőségi borok termelése . Minerva 32 km-re fekszik Narbonne-tól és 46 km-re Bézierstől.